# Башкиры в Узбекистане
Башкиры в Узбекистане, являются одним из народов Узбекистана. Узбекистан — третья по численности страна после России и Казахстана где проживает крупнейшая башкирская диаспора.

## История
Взаимоотношения башкирских и узбекских племен идёт с  XV — начала XVI вв.. На территории современного Башкортостана до начала XVI в. проживали узбекские племена, часть которых заселяла городища. В начале XVI в. узбеки покинули Башкирию.
Мобилизация в России осенью 2022 года вызвала иммиграцию в Узбекистан десятков тысяч россиян, преимущественно молодых мужчин. Они принадлежат к разным национальностям, включая татар и башкир.

## Динамика численности
- 624 (1926)
- 13 500 (1959)[3]
- 34 771 (1989)[4]

## Организации
В Узбекистане функционируют Совет старейшин башкир и татар Узбекистана, Башкирский общественно-культурный центр, при котором созданы башкирский фольклорный коллектив «Агидель», татаро-башкирское творческое объединение «Дуслык», татаро-башкирский ансамбль «Ляйсан», татаро-башкирская вокальная группа «Һaндуғастар», драматический кружок «Салават», семейная этно-культурная группа  «Башкортлар», ансамбль «Райхон», детский ансамбль «Элиф», молодёжное творческое объединение «Дуслык».